# Mihai Mocanu
Mihai Mocanu (n. 24 februarie 1942, Constanța - d.18 iunie 2009, Constanța), a fost un fotbalist și antrenor român, care a jucat în echipa națională de fotbal a României la Campionatul Mondial de Fotbal din Mexic, 1970.

## Biografie
Mihai Mocanu s-a născut la 24 februarie 1942 în orașul Constanța. El a început fotbalul la Locomotiva Constanța, trecând apoi pe la echipele de juniori și seniori Rafinăria Câmpina, Electrica Constanța, Șantierul Naval Constanța și Chimia Făgăraș. A jucat pe postul de fundaș stânga. În anul 1963, s-a transferat la Petrolul Ploiești, debutând ca fotbalist în Divizia A, la 25 august 1963, în meciul UTA Arad - Petrolul Ploiești (2 - 1).
Aproape întreaga carieră de fotbalist a petrecut-o la Petrolul Ploiești, cu excepția perioadei 1972-1974 când a jucat la echipa cipriotă Omonia Nicosia. Are 201 meciuri în Divizia A și 6 goluri marcate. El a câștigat titlul de campion al României în ediția 1965/1966 cu echipa Petrolul Ploiești. De asemenea, a jucat și în cupele europene pentru Petrolul și anume: în Cupa Campionilor Europeni (1966-1967, 3 meciuri) și în Cupa Orașelor Târguri, precursoarea Cupei UEFA (1964-1965, 3 meciuri - 1 gol; 1967-1968, 2 meciuri). Ultimul meci în Divizia A  pe care l-a jucat la 12 decembrie 1971 a fost de meciul Petrolul Ploiești - Jiul Petroșani (0-1).
În anul 1972 se transferă la Omonia Nicosia, jucând acolo timp de două sezoane și cucerind Campionatul și Cupa Republicii Cipru în anul 1974. Revine apoi în România, la Petrolul Ploiești, care între timp retrogradase în Divizia B. S-a retras din activitatea fotbalistică în anul 1975, la vârsta de 33 ani.
Mihai Mocanu a jucat  33 de meciuri în echipa națională de fotbal a României între anii 1967-1978, marcând 2 goluri. El a făcut parte din lotul reprezentativ de fotbal a României la Campionatul Mondial de Fotbal din Mexic (1970), purtând pe tricou numărul 4. A bifat toate cele 90 minute în cele trei meciuri susținute de România la Mexico '70 (cu Anglia, Cehoslovacia și Brazilia). În meciul cu Brazilia a avut sarcina de a-l anihila pe atacantul brazilian Jairzinho.
După retragerea sa din activitate, a antrenat diverse echipe prahovene, inclusiv Petrolul Ploiești, atât la seniori, cât și în special la Centrul de Copii și Juniori, iar din anul 1991 pe Conpet Ploiești, de unde s-a pensionat în anul 2005. În anul 2000 a fost declarat cel mai bun fundaș stânga al tuturor timpurilor din România. Este maestru emerit al sportului și deține titlul de cetățean de onoare al municipiului Ploiești.
Din cauza unor probleme grave de sănătate, diagnosticându-i-se o ischemie, adică un cheag de sânge care bloca circulația arterială, la 12 iulie 2006, Mihai Mocanu a suferit o operație chirurgicală, prin care i s-a amputat o parte din piciorul drept. După o lungă suferință pricinuită de boala necruțătoare, Mihai Mocanu se stinge pe data de 18 iunie 2009 în orașul în care s-a născut, Constanța. Colegii din echipa României de la mondialul din 1970, în frunte cu Mircea Lucescu au apreciat trecerea la cele veșnice a lui Mihai Mocanu drept „cea mai proastă veste din ultimii ani".
În martie 2008 a fost decorat cu Ordinul „Meritul Sportiv” clasa a III-a, „în semn de apreciere pentru participarea la Turneul Final al Campionatului Mondial de Fotbal din anul 1970 din Mexic și pentru întreaga activitate”.

## Titluri
- campion al României cu echipa Petrolul Ploiești (1966)
- campion al Ciprului și câștigător al Cupei Ciprului cu echipa Omonia Nicosia (1974)

## Statistici ale carierei
| Sezon   | Club                 | Țara    | Meciuri | Goluri |
| ------- | -------------------- | ------- | ------- | ------ |
| 1952/56 | Locomotiva Constanța | România | N/A     | N/A    |
| 1956/58 | Rafinăria Câmpina    | România | N/A     | N/A    |
| 1959/60 | Electrica Constanța  | România | N/A     | N/A    |
| 1960/61 | SNM Constanța        | România | 8       | N/A    |
| 1961/62 | SNM Constanța        | România | 14      | N/A    |
| 1962/63 | Chimia Făgăraș       | România | 4       | N/A    |
| 1963/64 | Petrolul Ploiești    | România | 17      | 2      |
| 1964/65 | Petrolul Ploiești    | România | 13      | 1      |
| 1965/66 | Petrolul Ploiești    | România | 26      | 0      |
| 1966/67 | Petrolul Ploiești    | România | 26      | 1      |
| 1967/68 | Petrolul Ploiești    | România | 24      | 2      |
| 1968/69 | Petrolul Ploiești    | România | 21      | 0      |
| 1969/70 | Petrolul Ploiești    | România | 30      | 0      |
| 1970/71 | Petrolul Ploiești    | România | 30      | 0      |
| 1971/72 | Petrolul Ploiești    | România | 14      | 0      |
| 1972/73 | Omonia Nicosia       | Cipru   | N/A     | N/A    |
| 1973/74 | Omonia Nicosia       | Cipru   | N/A     | N/A    |
| 1974/75 | Petrolul Ploiești    | România | N/A     | N/A    |
| 1975/76 | Petrolul Ploiești    | România | N/A     | N/A    |

## Aprecieri
„E un om puternic. Dacă ne gândim la forță și agresivitate, e cel mai bun fundaș stânga din istorie (n.n. a fotbalului românesc).”—Cornel Dinu
„Un băiat de nota 10. Îl iubesc. E prietenul meu cel mai bun. L-am vizitat la Ploiești. N-am văzut până acum un fundaș mai harnic decît el.”—Nicolae Lupescu